# Ярина Віктор Степанович
Ярина (псевдонім Писаревського) Віктор Степанович (*1901, Костянтиноград — †7 липня 1928) — український письменник. 

## Біографія
Народився у місті Костянтинограді (тепер Берестин) на Харківщині у родині робітника-слюсаря. Після закінчення гімназії працював у радянських установах рідного міста. З 1920 по 1924 рік перебував у рядах Червоної Армії, працював журналістом. Писати почав 1928 року і друкувався у журналі «Всесвіт» і «Червоний шлях», належав до літературної організації «Плуг».  
Окремо вийшли збірки оповідань: «Ледяні деталі», «Роси» (1928), «Вася-губернатор», «Чортова машина» (1929), «Збірка творів» (1930). 